# Air Adriatic
Air Adriatic (ursprünglich Air Adriatic Charter) war eine kroatische Fluggesellschaft mit Sitz in Rijeka, die IT-Charterflüge von verschiedenen europäischen Flughäfen an die Adriaküste Kroatiens durchführte. Für das Jahr 2007 war die Aufnahme von Linienflügen unter anderem nach Deutschland und in die Schweiz geplant.

## Geschichte
Die Gesellschaft wurde im Jahr 2000 unter dem Namen Air Adriatic Charter gegründet. Zur Betriebsaufnahme leaste das Unternehmen im Folgejahr eine Tupolew Tu-154 von Bulgarian Air Charter. Die kroatischen Behörden erteilten der Gesellschaft aber kein Air Operator Certificate, so dass die Maschine im August 2001 ungenutzt zurückgegeben wurde.
Anfang 2002 beteiligte sich die isländische Elmo Aviation zur Hälfte an dem Unternehmen, das daraufhin den Namen Air Adriatic erhielt. Geplant war die Durchführung von regionalen Linienflügen mit Maschinen des Typs Fokker 50 sowie von europaweiten Charterflügen mit McDonnell Douglas MD-80. Die Aufnahme des Flugbetriebs erfolgte im März 2002 mit einer einzelnen McDonnell Douglas MD-82. Erste Charterflüge führten von Irland und Israel zu verschiedenen kroatischen Zielflughäfen – bald darauf wurden auch saisonale Flüge nach Deutschland durchgeführt. Eine zweite MD-82 aus dem Bestand der US Airways wurde im Mai 2003 übernommen. Daneben betrieb die Gesellschaft ab Juli 2003 eine Piper PA-31 auf Regionalstrecken.
Anfang 2005 erwarb Air Adriatic drei MD-82 von Alitalia. Zeitweise kamen auch eine von der US-amerikanischen Spirit Airlines geleaste MD-83 zum Einsatz. Die Gesellschaft wurde im August 2006 von Investoren aus Russland und Kasachstan aufgekauft. Für das Jahr 2007 war der Einstieg ins Linienfluggeschäft und der Umstieg auf den Flugzeugtyp Boeing 737-700 geplant.
Die Betriebseinstellung erfolgte am 7. März 2007. Einen Tag später wurde dem Unternehmen das Air Operator Certificate entzogen. Eine geplante Wiederaufnahme des Flugbetriebs unter dem geänderten Namen Adria Wings konnte nicht realisiert werden.

## Flotte
| Flugzeugtyp | Registration | c/n  | msn   | Anmerkung |
| ----------- | ------------ | ---- | ----- | --------- |
| MD-82       | 9A-CBD       | 1055 | 48095 | verleast  |
| MD-82       | 9A-CBF       | 1330 | 49221 |           |
| MD-82       | 9A-CBG       | 1334 | 49430 |           |
| MD-82       | 9A-CBH       | 1319 | 49220 |           |

Das durchschnittliche Alter der Flotte betrug 21 Jahre. (Stand: Dezember 2006)